# Altiplano (João Pessoa)
O Altiplano Cabo Branco, ou simplesmente Altiplano é um bairro nobre de João Pessoa. Esse bairro é chamado assim por estar localizado em um planalto próximo ao mar. No bairro passa o Rio Timbó, um dos principais rios da cidade. O bairro do Altiplano faz divisa com o bairro do Cabo Branco.

## Geografia
Bairro localizado na Zona Leste da cidade de João Pessoa, capital da Paraíba. Limita-se a oeste com a Cidade Universitária e com o bairro dos Bancários, e ao norte, ao leste e ao sul com o bairro do Cabo Branco. É um bairro extremamente carente em relação ao comércio e aos serviços, abrigando residências de classe média-alta e alta. Nos últimos anos têm-se percebido a verticalização do bairro,  com a construção de vários arranha-céus de alto luxo na parte norte do bairro, que inclusive será o local onde irá ser construído um dos maiores arranha-céus do Brasil, chamado "Tour Geneve". Houve rumores de que a rede Iguatemi estivesse almejando a construção de um shopping nas imediações do bairro, mas nada ficou provado. Entretanto, ao sul do bairro planeja-se construir uma espécie de "bairro-modelo", denominado "Cidade Jardim", que constaria de vários projetos de urbanismo, além de edifícios comerciais e residenciais, condomínios horizontais e um shopping de grande porte.
Por abrigar casas de alto padrão, assim como os recentes empreendimentos de luxo, o Altiplano é considerado um bairro elitista de classes A e B. Todavia, na divisa com os Bancários, as margens do rio Timbó existe uma comunidade de classe D e E, mas pouco relacionada a vida do bairro, tendo portanto a sua própria dinâmica local. É considerado o bairro mais emergente de toda a zona leste (junto com Bessa e Intermares), principalmente o Altiplano Setentrional, melhor localizado; com a saturação de bairros tais como Tambaú, Manaíra e secundariamente o Cabo Branco, a expansão da emergência leste-pessoense se tornou inevitável pra cima e pros lados; vide a zona leste ocidental, meridional e setentrional (antes apenas o centro-leste da zona leste tinha grande relevância no todo).

### Transporte
Três linhas de ônibus atendem internamente ao Altiplano, a 401 (Altiplano/Beira-Rio), a 520 (Altiplano/Epitácio) e a integracional I007 (Penha/Jacarapé); o bairro possui um terminal que abriga as três linhas. As linhas do Cabo Branco (507 e 508) trafegam na divisa entre o Cabo Branco e o Altiplano. Basicamente seu nome se refere a meseta sedimentar de dezenas de metros que lhe dá uma visão privilegiada da margem meridional da enseada sul onde esta elevação altimétrica mais espreme a planície costeira, que tende a se amplificar em largura quanto mais a norte.